# Овідіу Бобирнат
Овідіу Бобирнат (нар. 4 травня 1978, Ясси) — румунський та кіпрський боксер, призер чемпіонату світу серед аматорів.

## Аматорська кар'єра
На чемпіонаті світу 1997 Овідіу Бобирнат програв в першому бою Тулкунбаю Тургунову (Узбекистан).
На чемпіонаті світу 1999 здобув три перемоги, а в півфіналі знов програв Тулкунбаю Тургунову і отримав бронзову медаль.
На Літніх Олімпійських іграх 2000 Бобирнат програв в першому бою Бекзату Саттарханову (Казахстан) — 5-14.
Після Олімпіади в Сіднеї Бобирнат змінив громадянство і на чемпіонаті Європи 2004 намагався кваліфікуватися на Літні Олімпійські ігри 2004 РОКУ в категорії до 60 кг у складі збірної Кіпру, але програв в першому бою Доменіко Валентіно (Італія).
2005 року завоював срібну медаль на Середземноморських іграх.